# لوسیانو پورتولان
لوسیانو پورتولان (انگلیسی: Luciano Portolano؛ زادهٔ ۱۸ سپتامبر ۱۹۶۰) ارتشبد نیروی زمینی ایتالیا است، که از اکتبر ۲۰۲۴ به‌عنوان سی و یکمین رئیس ستاد دفاع ایتالیا فعالیت می‌کند.
پورتولان فعالیت نظامی را از سال ۱۹۸۱ در نیروی زمینی ایتالیا آغاز کرد، از ۲۰۱۰ تا ۲۰۱۲ فرمانده تیپ مکانیزه ساساری بود، از ۲۰۱۴ تا ۲۰۱۶ به‌عنوان سیزدهمین فرمانده یونیفل فعالیت می‌کرد و در فاصله سال‌های ۲۰۱۶ تا ۲۰۱۹ فرماندهی نیروی مشترک متفقین ناپل را برعهده داشت. وی از ۲۰۱۹ تا ۲۰۲۱ دوازدهمین رئیس ستاد عملیات مشترک ایتالیا بود و از ۲۰۲۱ تا ۲۰۲۴ به‌عنوان دبیرکل دفاع و مدیر تسلیحات ملی ایتالیا فعالیت می‌کرد.